# Khleang

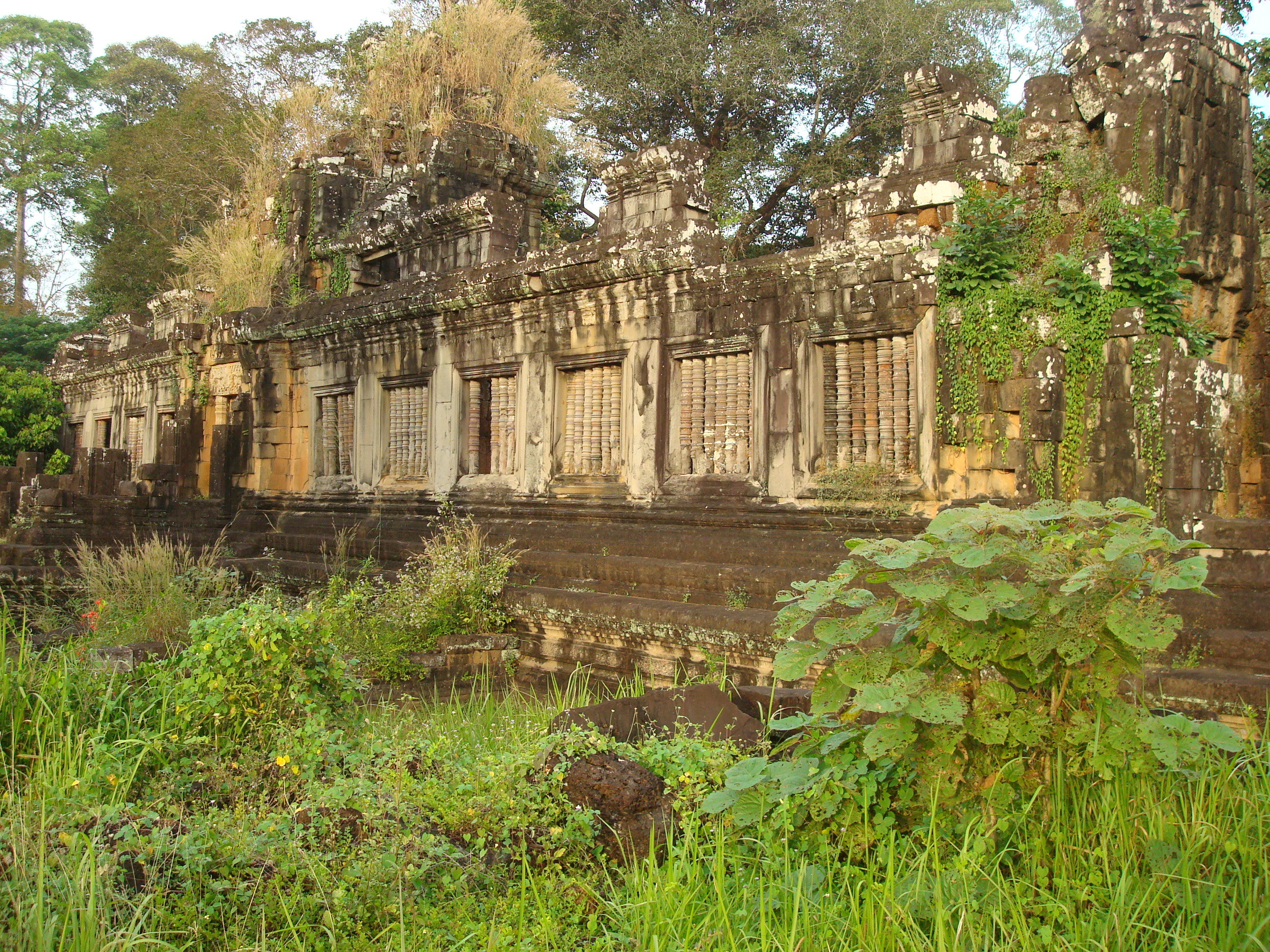
Khleang du nord (2013)

Les Khleangs (ou Kleang) sont deux bâtiments dont la fonction est, pour l’heure, toujours mystérieuse. Ils sont situés sur le côté est de la place royale d’Angkor Thom, au Cambodge, juste derrière les douze tours de Prasat Suor Prat, et séparés par la voie royale qui mène du Palais Royal à la Porte de la Victoire. Leur orientation suit un axe nord-sud.
Ces deux constructions n'ont pas été réalisées à la même époque. 
Le Khleang du nord a été construit en bois sous Rajendravarman II, puis reconstruit en pierre par Jayavarman V, tandis que le Khleang du sud doit sa construction à son successeur Suryavarman I. Toutefois, il faut noter qu’ils sont de conception similaire (bien que le Khleang du sud soit légèrement plus étroit que son voisin du nord). Ces deux édifices ont donné leur nom au style des Khleang, caractérisé par des linteaux relativement simples, organisés autour d’un pilier (kala) central. Phimeanakas et Ta Keo sont d’autres bâtiments construits dans le même style. 
« Khleang » signifie «cellier», mais il est peu probable que ce fut la fonction véritable de ces structures. Un serment d'allégeance royale est sculpté sur la porte d'un Khleang, indiquant ainsi qu'ils ont pu servir de zones de réception ou même de logements pour accueillir les nobles et les ambassadeurs.